# Okręg wyborczy Weymouth and Melcombe Regis
Okręg wyborczy Weymouth and Melcombe Regis powstał w 1570 r. i wysyłał do angielskiej, a następnie brytyjskiej, Izby Gmin czterech deputowanych. W 1832 r. liczbę mandatów przypadających na okręg zmniejszono do dwóch. Okręg położony był w hrabstwie Dorset. Został zlikwidowany w 1885 r.

## Deputowani do brytyjskiej Izby Gmin z okręgu Weymouth and Melcombe Regis

### Deputowani w latach 1570–1660
- 1576–1584: Moyle Finch
- 1584–1586: Francis Bacon
- 1586–1587: Edward Bacon
- 1610–1611: William Cecil, wicehrabia Cranborne
- 1614: Charles Caesar
- 1614: Robert Bateman
- 1614: Bernard Michell
- 1614: John Roy
- 1628–1629: Robert Napier
- 1640–1645: Gerrard Napier

### Deputowani w latach 1660–1832
- 1660–1660: Edward Montagu
- 1660–1670: William Penn
- 1660–1661: Peter Middleton
- 1660–1661: Henry Waltham
- 1660–1673: Bullen Reymes
- 1661–1679: Winston Churchill
- 1661–1667: John Strangways
- 1667–1685: John Coventry
- 1670–1679: Anthony Ashley-Cooper, lord Ashley
- 1673–1679: John Man
- 1679–1680: Thomas Browne
- 1679–1685: Michael Harvey
- 1679–1695: John Morton
- 1680–1695: Henry Henning
- 1685–1689: Francis Mohun
- 1685–1689: George Strangways
- 1689–1701: Michael Harvey
- 1689–1690: Robert Napier
- 1690–1691: Nicholas Gould
- 1691–1701: Thomas Freke
- 1695–1698: Maurice Ashley
- 1695–1698: John Knight
- 1698–1701: Philip Taylor
- 1698–1701: Arthur Shallett
- 1701–1701: Henry Thynne
- 1701–1710: Charles Churchill
- 1701–1702: Maurice Ashley
- 1701–1702: Christopher Wren
- 1701–1705: George St Loe
- 1702–1711: Anthony Henley
- 1702–1709: Henry Thynne
- 1705–1713: Maurice Ashley
- 1709–1710: Edward Clavell
- 1710–1711: James Littleton
- 1710–1711: William Betts
- 1711–1713: Thomas Hardy
- 1711–1713: William Harvey, torysi
- 1711–1713: Reginald Marriott
- 1713–1714: John Baker
- 1713–1715: James Littleton
- 1713–1714: Daniel Harvey, wigowie
- 1713–1714: William Betts
- 1714–1715: Thomas Hardy
- 1714–1715: William Harvey, torysi
- 1714–1715: Reginald Marriott
- 1715–1717: John Baker
- 1715–1722: Thomas Littleton
- 1715–1722: Daniel Harvey, wigowie
- 1715–1730: William Betts
- 1717–1722: Edward Harrison
- 1722–1734: James Thornhill
- 1722–1727: Thomas Pearse
- 1722–1726: John Ward
- 1726–1727: John Willes
- 1727–1737: Edward Tucker
- 1727–1741: Thomas Pears
- 1730–1741: George Dodington
- 1734–1735: George Dodington
- 1735–1747: John Tucker
- 1737–1741: John Olmius
- 1741–1747: Joseph Damer
- 1741–1747: John Raymond
- 1741–1747: James Steuart
- 1747–1761: Welbore Ellis
- 1747–1751: Richard Plumer
- 1747–1754: George Dodington
- 1747–1754: Edward Hungate Beaghan
- 1751–1754: lord George Cavendish
- 1754–1761: lord John Cavendish, wigowie
- 1754–1761: George Dodington
- 1754–1778: John Tucker
- 1761–1763: Francis Dashwood
- 1761–1762: John Olmius
- 1761–1768: Richard Glover
- 1762–1768: Richard Jackson
- 1763–1768: Charles Walcott
- 1768–1774: Charles Davers
- 1768–1774: Drigue Olmius, 2. baron Waltham
- 1768–1774: Jeremiah Dyson
- 1774–1790: Welbore Ellis
- 1774–1781: William Chaffin Grove
- 1774–1790: John Purling
- 1778–1780: Gabriel Steward
- 1780–1780: Warren Lisle
- 1780–1786: Gabriel Steward
- 1781–1784: William Richard Rumbold
- 1784–1790: Thomas Rumbold
- 1786–1788: George Jackson
- 1788–1790: Gabriel Steward
- 1790–1811: James Murray, torysi
- 1790–1796: Richard Vanden-Bempde-Johnstone
- 1790–1801: Andrew Stuart
- 1790–1791: Thomas Jones
- 1791–1794: James Johnstone
- 1794–1810: Gabriel Tucker Steward, torysi
- 1796–1806: William Garthshore, torysi
- 1801–1812: Charles Adams, torysi
- 1806–1812: Richard Augustus Tucker Steward, torysi
- 1810–1812: John Lowther Johnstone
- 1811–1818: John Murray
- 1812–1812: Joseph Hume, torysi
- 1812–1813: John Broadhurst
- 1812–1813: Thomas Wallace, torysi
- 1812–1813: Henry Trail
- 1813–1817: James Cecil, wicehrabia Cranborne, torysi
- 1813–1818: Christopher Idle, torysi
- 1813–1832: Masterton Ure, torysi
- 1817–1818: Adolphus Dalrymple, torysi
- 1818–1826: William Williams, wigowie
- 1818–1832: Thomas Buxton, wigowie
- 1818–1828: Thomas Wallace, torysi
- 1826–1832: John Gordon, torysi
- 1828–1831: Edward Sugden, torysi
- 1831–1831: Richard Weyland, wigowie
- 1831–1832: Charles Baring Wall, torysi

### Deputowani w latach 1832–1885
- 1832–1835: Frederick Johnstone, Partia Konserwatywna
- 1832–1837: Thomas Buxton, wigowie
- 1835–1837: William Wharton Burdon, wigowie
- 1837–1842: George Child-Villiers, wicehrabia Villiers, Partia Konserwatywna
- 1837–1842: George William Hope, Partia Konserwatywna
- 1842–1847: Ralph Bernal, wigowie
- 1842–1847: William Dougal Christie, wigowie
- 1847–1859: William Lockyer Freestun, wigowie
- 1847–1852: Frederick Child Villiers, Partia Konserwatywna
- 1852–1857: George Medd Butt, Partia Konserwatywna
- 1857–1859: Robert James Roy Campbell, wigowie
- 1859–1868: Robert Brooke, Partia Konserwatywna
- 1859–1865: Arthur Egerton, wicehrabia Grey de Wilton, Partia Konserwatywna
- 1865–1867: Henry Gillett Gridley, Partia Liberalna
- 1867–1885: Henry Edwards, Partia Liberalna
- 1868–1874: Charles Joseph Theophilus Hambro, Partia Konserwatywna
- 1874–1885: Frederick Johnstone, Partia Konserwatywna